# Borussia Verein für Bewegungspiele Neunkirchen 1978-1979
Questa voce raccoglie le informazioni riguardanti il Borussia Verein für Bewegungspiele Neunkirchen nelle competizioni ufficiali della stagione 1978-1979.

## Stagione
Nella stagione 1978-1979 il Borussia Neunkirchen, allenato da Dietmar Schwager e Herbert Binkert, concluse il campionato di 2. Bundesliga al 20º posto. In Coppa di Germania il Borussia Neunkirchen fu eliminato al secondo turno dal Borussia Dortmund.

## Rosa
| N. |                     | Ruolo | Calciatore         |
| -- | ------------------- | ----- | ------------------ |
|    | Germania (bandiera) | P     | Willi Ertz         |
|    | Germania (bandiera) | P     | Jürgen Muche       |
|    | Germania (bandiera) | P     | Fritz Schallmo     |
|    | Germania (bandiera) | D     | Peter Cordes       |
|    | Germania (bandiera) | D     | Norbert Georg      |
|    | Germania (bandiera) | D     | Harry Klein        |
|    | Germania (bandiera) | D     | Heinz-Dieter Kobel |
|    | Germania (bandiera) | D     | Werner Martin      |
|    | Germania (bandiera) | D     | Matthias Pink      |
|    | Germania (bandiera) | C     | Dietmar Conrad     |
|    | Germania (bandiera) | C     | Gerhard Eichhorn   |

| N. |                     | Ruolo | Calciatore            |
| -- | ------------------- | ----- | --------------------- |
|    | Germania (bandiera) | C     | Hans-Werner Eichhorn  |
|    | Germania (bandiera) | C     | Heinz Gerwald         |
|    | Germania (bandiera) | C     | Heinz Henkes          |
|    | Germania (bandiera) | C     | Peter Roob            |
|    | Germania (bandiera) | C     | Bernhard Roth         |
|    | Germania (bandiera) | C     | Hans-Jürgen Schindler |
|    | Germania (bandiera) | A     | Ferdinand Keller      |
|    | Germania (bandiera) | A     | Hans-Werner Lamour    |
|    | Germania (bandiera) | A     | Bernd Roob            |
|    | Germania (bandiera) | A     | Werner Weihs          |
|    | Germania (bandiera) | A     | Hans-Georg Wettmann   |

## Organigramma societario
Area tecnica
- Allenatore: Herbert Binkert
- Allenatore in seconda:
- Preparatore dei portieri:
- Preparatori atletici:

## Calciomercato

### Sessione estiva
| Acquisti | Acquisti         | Acquisti     | Acquisti |
| R.       | Nome             | da           | Modalità |
| -------- | ---------------- | ------------ | -------- |
| A        | Ferdinand Keller | Amburgo      |          |
| D        | Harry Klein      | Pirmasens    |          |
| D        | Werner Martin    | VfR Bürstadt |          |

| Cessioni | Cessioni | Cessioni | Cessioni |
| R.       | Nome     | a        | Modalità |
| -------- | -------- | -------- | -------- |

### Sessione invernale
| Acquisti | Acquisti | Acquisti | Acquisti |
| R.       | Nome     | da       | Modalità |
| -------- | -------- | -------- | -------- |

| Cessioni | Cessioni | Cessioni | Cessioni |
| R.       | Nome     | a        | Modalità |
| -------- | -------- | -------- | -------- |

## Risultati

### 2. Bundesliga

#### Girone di andata
| Arbitro: | Hontheim |

|                   |           |          |
| Sebert 73’ (aut.) | Marcatori | 78’ Horr |

| Arbitro: | Quindeau |

|                                     |           |                          |
| Beichle 37’ Kindermann 43’ Jörg 69’ | Marcatori | 13’ Henkes 39’ Schindler |

| Arbitro: | Clajus |

|           |           |  |
| Kobel 30’ | Marcatori |  |

| Arbitro: | Niebergall |

|                       |           |  |
| Schulz 28’ Bührer 45’ | Marcatori |  |

| Arbitro: | Binninger |

|            |           |           |
| Henkes 26’ | Marcatori | 85’ Bordt |

| Arbitro: | Linn |

|                             |           |                       |
| Koch 23’ Schneider 73’, 75’ | Marcatori | 56’ Eichhorn 86’ Roth |

| Arbitro: | Joos |

|                            |           |          |
| Struth 8’, 34’ Trenkel 20’ | Marcatori | 7’ Kobel |

| Arbitro: | Messmer |

|  |           |                         |
|  | Marcatori | 74’ Herberth 83’ Gerber |

| Arbitro: | Correll |

|                                           |           |  |
| Krostina 50’ Obermeier 73’ Mamajewski 80’ | Marcatori |  |

| Arbitro: | Wohlfarth |

|                                    |           |             |
| Kobel 54’, 79’ Roth 63’ Henkes 70’ | Marcatori | 29’ Fürhoff |

| Arbitro: | Vielsack |

|                              |           |            |
| Kobel 35’ (aut.) Müllner 50’ | Marcatori | 75’ Henkes |

| Arbitro: | Quindeau |

|  |           |              |
|  | Marcatori | 74’ Hoffmann |

| Arbitro: | Könen |

|                                            |           |                                        |
| Dörflinger 12’, 67’ Zacher 43’ Wöhrlin 83’ | Marcatori | 22’, 38’ Eichhorn 62’ Kobel 79’ Keller |

| Arbitro: | Wilhelmi |

|            |           |                  |
| Henkes 57’ | Marcatori | 17’, 69’ Seubert |

| Arbitro: | Föckler |

|                                   |           |            |
| Krause 29’ Grünewald 57’ Bitz 77’ | Marcatori | 64’ Martin |

| Arbitro: | Filla |

|           |           |  |
| Weihs 19’ | Marcatori |  |

| Arbitro: | Dilg |

|                                                |           |  |
| Heinlein 14’ Ritschel 23’ Pankotsch 55’ (rig.) | Marcatori |  |

| Arbitro: | Schumann |

|          |           |  |
| Roth 27’ | Marcatori |  |

| Arbitro: | Vielsack |

|                                                                                       |           |               |
| Horn 38’ Hansen 41’, 54’ Bleckert 45’ Größler 61’ (rig.) Sommerer 70’ Tochtermann 72’ | Marcatori | 22’ Schindler |

#### Girone di ritorno
| Arbitro: | Michel |

|                        |           |  |
| Bauer 62’ Arnswald 88’ | Marcatori |  |

| Arbitro: | Brückner |

|                                  |           |  |
| Eichhorn 42’ Roob 69’ Henkes 88’ | Marcatori |  |

| Arbitro: | Gaus |

|  |           |                         |
|  | Marcatori | 29’ Eichhorn 65’ Lamour |

| Arbitro: | Dreher |

|                                       |           |                             |
| Henkes 22’ Eichhorn 51’ Schindler 78’ | Marcatori | 23’ Bührer 89’ (rig.) Bente |

| Arbitro: | Dölfel |

|                                                       |           |  |
| Oleknavicius 22’ Schwemmle 77’ Malura 79’ Dymalla 89’ | Marcatori |  |

| Arbitro: | Bodmer |

|            |           |                              |
| Keller 22’ | Marcatori | 6’ Klein 24’, 78’, 88’ Pfaff |

| Arbitro: | Walther |

|              |           |                        |
| Eichhorn 25’ | Marcatori | 17’ Krauth 88’ Schüler |

| Arbitro: | Binninger |

|                    |           |  |
| Metzger 75’ (rig.) | Marcatori |  |

| Arbitro: | Clajus |

|                                 |           |                       |
| Conrad 38’ Keller 64’ Kobel 73’ | Marcatori | 27’ Stöhr 61’ Anspann |

| Arbitro: | Niebergall |

|                                        |           |           |
| Fürhoff 13’ Bruckhoff 22’ Kielwein 43’ | Marcatori | 59’ Kobel |

| Arbitro: | Dahler |

|                      |           |                                |
| Kobel 36’ Keller 59’ | Marcatori | 27’ Leiendecker 28’ Bergfelder |

| Arbitro: | Frickel |

|                            |           |  |
| Hoffmann 1’, 59’ Voise 63’ | Marcatori |  |

| Arbitro: | Hellwig |

|                                           |           |  |
| Conrad 5’, 85’ Pink 12’ Martin 43’ (rig.) | Marcatori |  |

| Arbitro: | Dellwing |

|                                       |           |  |
| Bihn 59’, 82’, 83’ (rig.) Raubold 70’ | Marcatori |  |

| Arbitro: | Aldinger |

|          |           |  |
| Roth 27’ | Marcatori |  |

| Arbitro: | Treib |

|                                      |           |                       |
| Schonert 12’ Lenz 41’ Schwickert 84’ | Marcatori | 55’ Keller 63’ Martin |

| Arbitro: | Tritschler |

|  |           |                   |
|  | Marcatori | 4’, 20’ Kirschner |

| Arbitro: | Engel |

|                                      |           |           |
| Heck 16’ Künkel 28’, 53’ Schmidt 69’ | Marcatori | 69’ Kobel |

| Arbitro: | Röder |

|            |           |                                                     |
| Keller 84’ | Marcatori | 11’ Dorok 18’ Hofmann 68’ Größler 73’, 90’ Sommerer |

### Coppa di Germania
| Arbitro: | Eggers |

|  |           |                                                                       |
|  | Marcatori | 19’, 20’, 57’ Weihs 60’ (rig.) Henkes 65’ Schindler 84’ (rig.) Cordes |

| Neunkirchen 23 settembre 1978 Secondo turno | Borussia Neunkirchen | 0 – 0 (d.t.s.) referto | Borussia Dortmund | Ellenfeldstadion (6 000 spett.)\| Arbitro: \| Meuser \| |
| Arbitro:                                    | Meuser               |                        |                   |                                                         |

| Arbitro: | Rieb |

|                        |           |  |
| Augustin 26’ Geyer 48’ | Marcatori |  |

## Statistiche

### Statistiche di squadra
| Competizione      | Punti | In casa | In casa | In casa | In casa | In casa | In casa | In trasferta | In trasferta | In trasferta | In trasferta | In trasferta | In trasferta | Totale | Totale | Totale | Totale | Totale | Totale | DR  |
| Competizione      | Punti | G       | V       | N       | P       | Gf      | Gs      | G            | V            | N            | P            | Gf           | Gs           | G      | V      | N      | P      | Gf     | Gs     | DR  |
| ----------------- | ----- | ------- | ------- | ------- | ------- | ------- | ------- | ------------ | ------------ | ------------ | ------------ | ------------ | ------------ | ------ | ------ | ------ | ------ | ------ | ------ | --- |
| 2. Bundesliga     | 24    | 19      | 9       | 3       | 7       | 29      | 27      | 19           | 1            | 1            | 17           | 18           | 57           | 38     | 10     | 4      | 24     | 47     | 84     | -37 |
| Coppa di Germania | -     | 1       | 0       | 1       | 0       | 0       | 0       | 2            | 1            | 0            | 1            | 6            | 2            | 3      | 1      | 1      | 1      | 6      | 2      | +4  |
| Totale            | 24    | 20      | 9       | 4       | 7       | 29      | 27      | 21           | 2            | 1            | 18           | 24           | 59           | 41     | 11     | 5      | 25     | 53     | 86     | -33 |

### Andamento in campionato
| Giornata  | 1  | 2  | 3  | 4  | 5  | 6  | 7  | 8  | 9  | 10 | 11 | 12 | 13 | 14 | 15 | 16 | 17 | 18 | 19 | 20 | 21 | 22 | 23 | 24 | 25 | 26 | 27 | 28 | 29 | 30 | 31 | 32 | 33 | 34 | 35 | 36 | 37 | 38 |
| --------- | -- | -- | -- | -- | -- | -- | -- | -- | -- | -- | -- | -- | -- | -- | -- | -- | -- | -- | -- | -- | -- | -- | -- | -- | -- | -- | -- | -- | -- | -- | -- | -- | -- | -- | -- | -- | -- | -- |
| Luogo     | C  | T  | C  | T  | C  | T  | T  | C  | T  | C  | T  | C  | T  | C  | T  | C  | T  | C  | T  | T  | C  | T  | C  | T  | C  | C  | T  | C  | T  | C  | T  | C  | T  | C  | T  | C  | T  | C  |
| Risultato | N  | P  | V  | P  | N  | P  | P  | P  | P  | V  | P  | P  | N  | P  | P  | V  | P  | V  | P  | P  | V  | V  | V  | P  | P  | P  | P  | V  | P  | N  | P  | V  | P  | V  | P  | P  | P  | P  |
| Posizione | 10 | 15 | 12 | 16 | 13 | 17 | 17 | 18 | 19 | 17 | 19 | 19 | 19 | 19 | 19 | 19 | 19 | 18 | 18 | 19 | 19 | 18 | 16 | 17 | 18 | 20 | 20 | 20 | 19 | 19 | 19 | 18 | 18 | 18 | 19 | 19 | 20 | 20 |

Legenda:

Luogo: C = Casa; T = Trasferta. Risultato: V = Vittoria; N = Pareggio; P = Sconfitta.

### Statistiche dei giocatori
| Giocatore    | 2. Bundesliga | 2. Bundesliga | 2. Bundesliga | 2. Bundesliga | Coppa di Germania | Coppa di Germania | Coppa di Germania | Coppa di Germania | Totale   | Totale | Totale      | Totale     |
| Giocatore    | Presenze      | Reti          | Ammonizioni   | Espulsioni    | Presenze          | Reti              | Ammonizioni       | Espulsioni        | Presenze | Reti   | Ammonizioni | Espulsioni |
| ------------ | ------------- | ------------- | ------------- | ------------- | ----------------- | ----------------- | ----------------- | ----------------- | -------- | ------ | ----------- | ---------- |
| D. Conrad    | 34            | 3             | 8             | 0             | 3                 | 0                 | 0                 | 0                 | 37       | 3      | 8           | 0          |
| P. Cordes    | 23            | 0             | 1             | 0             | 2                 | 1                 | 0                 | 0                 | 25       | 1      | 1           | 0          |
| G. Eichhorn  | 6             | 0             | 0             | 0             | 2                 | 0                 | 0                 | 0                 | 8        | 0      | 0           | 0          |
| H. Eichhorn  | 38            | 7             | 0             | 0             | 3                 | 0                 | 0                 | 0                 | 41       | 7      | 0           | 0          |
| W. Ertz      | 26            | 0             | 0             | 0             | 2                 | 0                 | 0                 | 0                 | 28       | 0      | 0           | 0          |
| N. Georg     | 31            | 0             | 1             | 1             | 3                 | 0                 | 0                 | 0                 | 34       | 0      | 1           | 1          |
| H. Gerwald   | 13            | 0             | 2             | 0             | 1                 | 0                 | 0                 | 0                 | 14       | 0      | 2           | 0          |
| H. Henkes    | 28            | 7             | 4             | 0             | 3                 | 1                 | 0                 | 0                 | 31       | 8      | 4           | 0          |
| F. Keller    | 23            | 6             | 2             | 0             | 0                 | 0                 | 0                 | 0                 | 23       | 6      | 2           | 0          |
| H. Klein     | 18            | 0             | 1             | 0             | 1                 | 0                 | 0                 | 0                 | 19       | 0      | 1           | 0          |
| H. Kobel     | 37            | 9             | 4             | 0             | 3                 | 0                 | 0                 | 0                 | 40       | 9      | 4           | 0          |
| H. Lamour    | 11            | 1             | 0             | 0             | 1                 | 0                 | 0                 | 0                 | 12       | 1      | 0           | 0          |
| W. Martin    | 27            | 3             | 10            | 1             | 0                 | 0                 | 0                 | 0                 | 27       | 3      | 10          | 1          |
| J. Muche     | 11            | 0             | 0             | 0             | 1                 | 0                 | 0                 | 0                 | 12       | 0      | 0           | 0          |
| M. Pink      | 35            | 1             | 2             | 0             | 3                 | 0                 | 0                 | 0                 | 38       | 1      | 2           | 0          |
| B. Roob      | 13            | 1             | 2             | 0             | 1                 | 0                 | 0                 | 0                 | 14       | 1      | 2           | 0          |
| P. Roob      | 32            | 0             | 5             | 0             | 3                 | 0                 | 0                 | 0                 | 35       | 0      | 5           | 0          |
| B. Roth      | 19            | 4             | 1             | 0             | 1                 | 0                 | 0                 | 0                 | 20       | 4      | 1           | 0          |
| F. Schallmo  | 5             | 0             | 0             | 0             | 1                 | 0                 | 0                 | 0                 | 6        | 0      | 0           | 0          |
| H. Schindler | 36            | 3             | 1             | 0             | 3                 | 1                 | 0                 | 0                 | 39       | 4      | 1           | 0          |
| W. Weihs     | 21            | 1             | 1             | 0             | 2                 | 3                 | 0                 | 0                 | 23       | 4      | 1           | 0          |
| H. Wettmann  | 0             | 0             | 0             | 0             | 0                 | 0                 | 0                 | 0                 | 0        | 0      | 0           | 0          |